# Église Saint-Feuillen d'Omezée
L’église Saint-Feuillen est un édifice religieux catholique sis à Omezée dans la province de Namur (Belgique).  Remplaçant une ancienne chapelle castrale l'édifice est construit à la fin du XVIIe siècle. Porche et clocher sont ajoutés un siècle plus tard. Église paroissiale sans prêtre y résidant elle relève de la juridiction du diocèse de Namur. 

## Saint Feuillen
Elle est placée sous la protection de saint Feuillen (ou Faelan), moine missionnaire irlandais né aux environs de l'an 600 sur les berges du lac Corrib.

## Construction de l'église
L'église d'aujourd'hui fut construite en quatre phases successives. Une chapelle castrale est d'abord construite: elle se trouvait à l’emplacement du chœur actuel de l'église. En 1587, elle fut fortement endommagée par le passage de reîtres dans le village. Moins de dix ans plus tard, en 1695, elle est réparée et agrandie ce qui donna la nef que l'on peut voir. Ensuite, vint s'ajouter le porche d’entrée et son clocher en 1786. Et en 1902, une sacristie est ajoutée pour finaliser l'ensemble. 
Dans la clé de l'arc de la porte d'entrée, se trouve un chronogramme gravé dans la pierre. En additionnant les lettres grasses (chiffres romains), on aboutit à l'année de la fin des travaux: 1786.
| - DEO VIVO VIR GI NI - FOLIANOQ VE VOTIS - CONSECRATVM | - 500 + 6 + 5 + 6 + 1 + 1 = 519 - 51 + 5 + 5 +1 = 62 - 100 + 100 + 5 + 1000 = 1205 |

### Patrimoine
- Quatre tombeaux se trouvent à l'intérieur de l'église, dont trois pierres tombales sont encore visibles. La quatrième n'ayant pas (ou plus) d'inscriptions, la personne y enterrée n'a pas été identifiée avec certitude.
  - la pierre tombale non identifiée serait celle de la tombe d'Antoinette de Boulogne, dame d'Omezée décédée en 1676 à Saussure. Dans un testament rédigé le 12 novembre 1676, il est stipulé qu'elle désignait comme lieu de sépulture l'église d'Omezée et qu'elle ordonnait qu'il n'y ait que douze flambeaux et dix chandelles à ses hospices.
  - Une deuxième pierre est celle de Louis-Ignace Bonaventure, comte de Rougraeve et chanoine tréfoncier de la cathédrale de Liège. Il est décédé le 21 mai 1790 en son château à Omezée. Nous pouvons encore aujourd'hui lire l'épitaphe suivante sur sa sépulture : « Icy git le très noble et très illustre et généreux seigneur Louis-Ignace Bonaventure, comte de Rougraeve, tréfoncier de la cathédrale de Liège, abbé de Ciney, décédé en son château d'Omezée le 21 may 1790 R.I.P. »
  - Une troisième pierre est celle d'Egide Hennevart (curé de la paroisse de 1658 à 1666). Sur sa tombe est gravé : « Festo Petri Alcantara, obit Egidius Hennevart, rector ea Omezee. R.I.P. »
  - La quatrième concerne deux personnes, Léonard Dirick (Curé d'Omezée de 1693 à 1729) et Jean-Lambert Maréchal (curé en 1730). L'épigraphe est moins visible... Le texte serait: « Hic infra positus Joannes Leniardus Dirick, hujus ecclesia rector, obit 29 augustus 1729. Hic jacit Joannes Lambert Maréchal, nepos et successor, obiit la maii 1778. R.I.P. »

## La grotte de Lourdes
L'abbé Hermand, avec la participation de la population, érige en 1954, année mariale, une grotte en l’honneur de Notre-Dame de Lourdes. Cette grotte comprend deux niches: l’une contient une statue de la Vierge Marie, comme 'Immaculée Conception', et l’autre accueille l’autel.

## Source
- Michel Léonard: Omezée, un village au fil du temps (illustrations d’Eliane Pierard), 1990.
- Informations - 2013 - Désiré Saucez, habitant du village